# Большеельнинский сельсовет
Большее́льнинский сельсовет — административно-территориальная единица 3-го уровня и упразднённое муниципальное образование (сельское поселение) в составе Кстовского района Нижегородской области России.
Административный центр — посёлок Ждановский.
Законом Нижегородской области от 10 декабря 2021 года № 137-З к 23 декабря того же года муниципальный район был преобразован в муниципальный округ, сельское поселение упразднено.

## История
После крестьянской реформы Александра II на территории будущего Большеельнинского сельсовета были созданы органы крестьянского самоуправления — волости. Большая часть сельсовета (Большая Ельня, Крутая, Опалиха, Ржавка, Федяково, Фроловское, Черемисское) вошла в состав Ельнинской волости Нижегородского уезда, а Малая Ельня — в состав Кстовской волости того же уезда.
После Октябрьской революции местное самоуправление переходит в руки сельских советов, образовавшихся в каждом населённом пункте.
10 июля 1922 года в связи с упразднением Ельнинской волости её селения переходят в состав соседних волостей. Так Большая Ельня, Крутая, Опалиха, Фроловское и Черемисское оказываются в Кстовской волости, а Ржавка и Федяково в составе Печерской.
17 апреля 1924 года была упразднена Кстовская волость. В результате все существовавшие в то время населенные пункты современного Большеельнинского сельсовета вошли в состав Печерской волости. Тогда же происходит укрупнение сельсоветов, которые теперь объединяют несколько близлежащих населенных пунктов. Создаются Большеельнинский сельсовет, в который вошли Большая Ельня, Крутая, Ржавка, Фроловское и Черемисское, а также Кстовский сельсовет, в составе которого оказались в том числе Малая Ельня и Опалиха. Федяково вошло в состав Утечинского сельсовета, а с 1927 года — Анкудиновского (с 1954 года опять преобразован в Утечинский).
В ходе административно-территориальной реформы второй половины 1920-х годов волости были упразднены, а сельсоветы вошли в состав образованных тогда же районов. В июне 1929 года Большеельнинский и Кстовский сельсоветы вошли в состав образованного Печерского района (с февраля 1930 — Кстовский район).
В 1954 году в связи с преобразованием села Кстово в рабочий посёлок Кстовский сельсовет был ликвидирован, а деревни Малая Ельня и Опалиха вошли в состав Большеельнинского сельсовета. В 1961 году после ликвидации Утечинского сельсовета Федяково вошло в состав Большеельнинского сельсовета.
Статус и границы сельского поселения установлены Законом Нижегородской области от 15 июня 2004 года № 60-З «О наделении муниципальных образований — городов, рабочих посёлков и сельсоветов Нижегородской области статусом городского, сельского поселения».
23 декабря 2021 года в связи с преобразованием Кстовского муниципального района в муниципальный округ Большеельнинский сельсовет утратил статус сельского поселения, сохранившись как административно-территориальная единица.

## Население
| 2002    | 2010    | 2012    | 2013    | 2014    | 2015  | 2016  |
| ------- | ------- | ------- | ------- | ------- | ----- | ----- |
| 8155    | ↘8073   | ↘8061   | ↘8029   | ↗8068   | ↗8501 | ↗9329 |
| 2017    | 2018    | 2019    | 2020    | 2021    |       |       |
| ↗10 154 | ↗10 979 | ↗11 882 | ↗12 657 | ↗14 209 |       |       |

## Состав сельского поселения
| №  | Населённый пункт | Тип населённого пункта          | Население |
| -- | ---------------- | ------------------------------- | --------- |
| 1  | Большая Ельня    | село                            | ↘603      |
| 2  | Ждановский       | посёлок, административный центр | ↗7701     |
| 3  | Крутая           | деревня                         | ↗157      |
| 4  | Малая Ельня      | деревня                         | ↗101      |
| 5  | Опалиха          | деревня                         | ↗428      |
| 6  | Ржавка           | деревня                         | ↘454      |
| 7  | Федяково         | село                            | ↗554      |
| 8  | Фроловское       | деревня                         | ↗197      |
| 9  | Черемисский      | посёлок                         | ↗45       |
| 10 | Черемисское      | деревня                         | ↗198      |